# 中央神学院
中央神学院，为20世纪上半叶中华圣公会在中国的一所神学院。
民国初年中华圣公会成立之后，即决定在南京建立中央神学校。1922年9月，中央神学校开学。初仅11名学生。1925年，由美国圣公会差会出资，购买南京太平门内兰家庄80余亩土地作为校舍，1926年开工建造。1927年3月，攻入南京的北伐军攻击基督教会，占据中央神学校校舍，中央神学校一度暂迁上海圣约翰大学（美国圣公会差会开办），1929年迁返南京。这时改称中央神学院。
1937年日军攻占南京，洗劫了中央神学院校舍。中央神学院被迫北迁至北平。1941年太平洋战争开始，中央神学院关闭。1947年，中央神学院在上海圣约翰大学内復校。
1950年12月，中央神学院宣布不再接受外国差会的经济津贴。1952年11月，在中國高等教育校系調整的高潮中，中央神学院和华东地區其他11所神學院聯合組成南京金陵協和神學院。
中央神学院的历任校长有马百熙、湯忠謨、沈子高等。著名校友包括曹圣洁等。